# Teodoryk z Isenburga
Teodoryk z Isenburga (niem. Dieter von Isenburg; ur. ok. 1412, zm. 6 maja 1482) – arcybiskup Moguncji i książę-elektor Rzeszy w latach 1459–1461 i ponownie od 1475 r.

## Życiorys
Teodoryk był synem Teodoryka, hrabiego Isenburg-Büdingen oraz Elżbiety, córki Ottona, hrabiego Solms-Braunfels. Już jako dwudziestolatek był kanonikiem w Moguncji, Trewirze i Kolonii. Studiował w Kolonii i Erfurcie, gdzie w 1434 r. był rektorem. W 1453 r. kustosz katedry w Moguncji. W 1456 r. był kandydatem na stanowisko arcybiskupa Trewiru. W czerwcu 1459 r. został wybrany na arcybiskupa Moguncji, jego przeciwnikiem był jednak popierany przez mniejszość kapituły Adolf z Nassau. Papież Pius II po długich staraniach zgodził się zatwierdzić Teodoryka, jednak pod warunkiem zapłaty niezwykle wysokich annatów, czego Teodoryk nie był w stanie zrobić. Teodoryk znalazł się w opozycji antypapieskiej (głosił daleko posunięte plany reformy Kościoła) i antycesarskiej. W 1461 r. Teodoryk został ekskomunikowany i pozbawiony stanowiska przez Piusa II, który zatwierdził na to stanowisko Adolfa z Nassau. Wybuchła otwarta wojna o Moguncję, obaj konkurenci zyskali potężnych sojuszników wśród książąt Rzeszy. W 1462 r. Adolf zdobył Moguncję i w 1463 r. Teodoryk był zmuszony do porozumienia z Adolfem. Zrezygnował z roszczeń do stanowiska arcybiskupa Moguncji, jednak w dożywocie otrzymał część księstwa arcybiskupiego; wkrótce potem zniesiona została także ekskomunika.
Po śmierci Adolfa z Nassau w 1475 r. Teodoryk został ponownie wybrany na arcybiskupa Moguncji i zatwierdzony na tym stanowisku przez papieża Sykstusa IV. W tym okresie prowadził pokojową politykę. W 1477 r. utworzył na mocy bulli papieskiej uniwersytet w Moguncji, zbudował też w tym mieście nową rezydencję biskupią. Uzyskał wydaną w 1478 r. bullę papieską, która ustanawiała miasto Moguncję własnością arcybiskupów (dotąd było to wolne miasto). Starał się odzyskać utracone w toku ostatnich wojen ziemie księstwa, m.in. dzięki układowi z księciem-elektorem saskim Ernestem, za którego wsparcie oddał znaczną sumę pieniężną oraz powołał jego syna Albrechta na koadiutora, zapewniając mu w ten sposób następstwo po sobie (uzyskał też na to zgodę papieża Sykstusa IV).